# Campeonato Amapaense de Futebol de 2018
O Campeonato Amapaense de Futebol de 2018 foi a 73ª edição do estadual do Amapá. O campeão terá uma vaga na Copa do Brasil de 2019, Copa Verde de 2019 e na Série D de 2019. O vice-campeão também se classificará para a quarta divisão do Campeonato Brasileiro do próximo ano.Foi disputado de 26 de março à 13 de junho de 2018.

## Equipes participantes
O Independente-AP confirmou em 22 de março sua desistência de disputar o Amapaense 2018.

## Regulamento
Na primeira fase, a ser disputada entre 26 de março e 30 de abril, as seis equipes se enfrentarão em jogos de ida. Nas 3 primeiras rodadas, todos os times se enfrentam. A partir da 4ª rodada até a 6ª duas equipes folgam por rodada, totalizando 6 rodadas na primeira fase.
Assim que todos os clubes tiverem jogado cinco partidas, os quatro melhores colocados avançarão às semifinais, a serem disputadas entre 3 e 14 de maio em partidas de ida e volta. Os vencedores das semifinais terão o direito de disputar a Série D do Campeonato Brasileiro de 2019 e avançarão à final do Campeonato Amapaense. Esta também será disputada em jogos de ida e volta, nos dias 17 e 24 de maio, no Estádio Olímpico Zerão, em Macapá. O vencedor, além do título de campeão amapaense, ganhará uma vaga na Copa do Brasil de 2019 e Copa Verde de 2019.

### Critério de Desempate
Em caso de empate entre duas ou mais equipes, serão adotados esses critérios de desempate:
1. maior número de vitórias;
2. maior saldo de gols;
3. maior número de gols pró;
4. Confronto direto;
5. menor número de cartões vermelhos;
6. menor número de cartões amarelos;
7. sorteio público na sede da FAF.